# Catastrophe: Risk and Response
Catastrophe: Risk and Response (Catastrophe : risque et réponse) est un livre de non-fiction écrit en 2004 par Richard Posner, dans lequel il défend l'usage d'une analyse coût-avantage des  désastres potentiels majeurs, tels que l'emballement du réchauffement climatique ou les impacts cosmiques.